# Philaccolilus speciosus
Philaccolilus speciosus är en skalbaggsart som först beskrevs av Régimbart 1892.  Philaccolilus speciosus ingår i släktet Philaccolilus och familjen dykare. Inga underarter finns listade i Catalogue of Life.